# 투홀라군

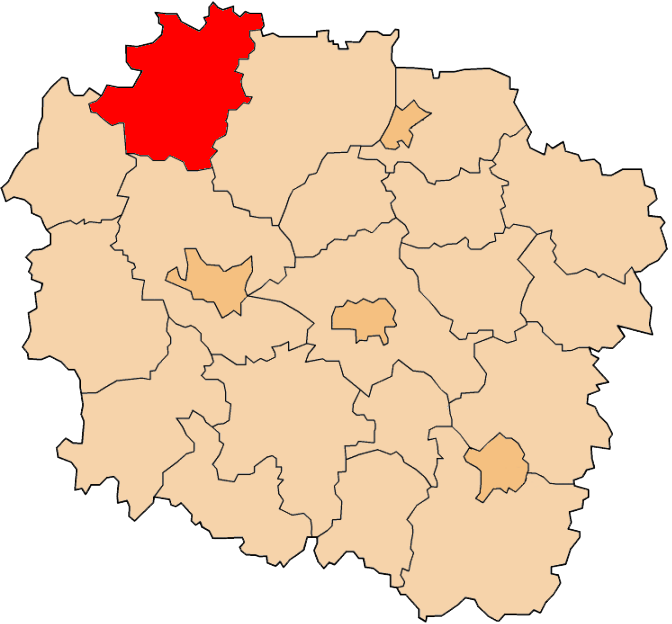
쿠야비포모제주 지도에 표시된 투홀라군의 위치

투홀라군(폴란드어: powiat tucholski)은 폴란드 쿠야비포모제주에 위치한 군으로 군청 소재지는 투홀라이며 면적은 1,075.27km2, 인구는 48,329명(2019년 기준)이다.
북동쪽으로는 포모제주 스타로가르트군, 동쪽으로는 시비에치에군, 남쪽으로는 비드고슈치군, 남서쪽으로는 셍풀노군, 서쪽으로는 호이니체군과 접한다. 6개 지방 자치체(1개 도시형 농촌, 5개 농촌)를 관할한다.

군기
군 문장